# 尤頓 (伊利諾伊州)
尤頓（英語：Yuton）是位於美國伊利諾伊州麥克萊恩縣的一個非建制地區。該地的面積和人口皆未知。

## 地理
尤頓的座標為40°32′00″N 89°03′37″W / 40.53333°N 89.06028°W，而該地的平均海拔高度為240米（即787英尺）。